# منطقة أكرا الكبرى
أكرا الكبرى، هي منطقة إدارية في غانا غرب إفريقيا، وهي أصغر المناطق الإدارية الستة عشر في غانا، وتحتل مساحة إجمالية قدرها 3245 كيلومتر مربع.

## الجغرافيا
يحد منطقة أكرا الكبرى من الشمال المنطقة الشرقية، ومن الشرق منطقة فولتا، ومن الجنوب خليج غينيا، ومن الغرب المنطقة الوسطى. وهي أصغر منطقة في غانا من حيث المساحة الإجمالية.

## السكان
عاصمة منطقة أكرا الكبرى هي أكرا وهي عاصمة غانا.
تعتبر المنطقة الأكثر اكتظاظا بالسكان في غانا، حيث يبلغ عدد سكانها 5,455,692 نسمة، وفق تقدير عام 2021، وهو ما يمثل 17.7 في المائة من إجمالي سكان غانا.

## الخدمات
المنطقة الأكثر تحضرًا في البلاد حيث يعيش 87.4٪ من إجمالي سكانها في المراكز الحضرية. 

## السياحة
تضم مناطق سياحية منها الحدائق والمحميات الطبيعية.

## الدين
الانتماءات الدينية لسكان منطقة أكرا الكبرى:
المسيحية  نسبة  77.8%
الإسلام  نسبة  16.2%
الديانات الأخرى  4.6%
التقليدية   1.4%

## المواصلات
يخدم منطقة أكرا الكبرى مطار كوتوكا الدولي في أكرا. يقدم المطار رحلات إلى داخل غانا والقارة الإفريقية والقارات الأخرى.